# Герб Березівки (Звягельський район)
Герб Березі́вки — офіційний символ села Березівка Звягельського району Житомирської області, затверджений 16 жовтня 2013 р. рішенням № 118 XXVI сесії Березівської сільської ради VI скликання.

## Опис
На зеленому полі з двома срібними бічниками три срібні квітки анемони — дві і одна, супроводжувані угорі золотим сиглем «Б». Щит обрамований золотим декоративним картушем і увінчаний золотою сільською короною.

## Значення символів
Зелений колір — символ життя і надії, здоров'я і процвітання, а також природи Поліського краю та сільського господарства. Сигль «Б» вказує на назву села, золото — на прагнення жителів до заможного і достойного життя. Три срібні квітки анемони символізують села, які входять до складу територіальної громади: Березівка, Новосілка, Верби, а також первозданність і багатство місцевої флори. Срібні бічники символізують міць і заслуги жителів громади, їх бойову і трудову звитягу.
Автор — Олена Багрянцева.